# Stenodynerus lucidus
Stenodynerus lucidus (лат.) — вид одиночных ос из семейства Vespidae.

## Распространение
Встречаются в Северной Америке: Канада, США.

## Описание
Длина переднего крыла самок 5,5—6,0 мм, а у самцов — 4,5—5,0 мм. Окраска тела в основном чёрная с жёлтыми отметинами. Отсутствует поперечный киль на первом метасомальном тергите. Развиты пара срединных ямок на передней части переднеспинки, есть расширения тегул.